# Ladik (Samsun)
Ladik ist eine Stadtgemeinde (Belediye) im gleichnamigen Ilçe (Landkreis) der Provinz Samsun an der türkischen Schwarzmeerküste und gleichzeitig eine Gemeinde der 1993 geschaffenen Büyüksehir belediyesi Samsun (Großstadtgemeinde/Metropolprovinz). Seit der Gebietsreform 2013 ist die Gemeinde flächen- und einwohnermäßig identisch mit dem Landkreis.
Ladik liegt ca. 55 km südwestlich des Zentrums der Provinzhauptstadt Samsun und grenzt im Süden an die Provinz Amasya. Intern hat es die Kreise/Belediye Havza im Nordwesten, Kavak im Norden und Asarcık im Nordosten zum Nachbarn.
Schon vor der Gründung der Türkei (1923) gehörte Ladik zum Sanjak Amasya im Vilâyet Sivas und wechselte 1925 in das Vilayet Samsun. Die im Stadtlogo manifestierte Jahreszahl (1871) dürfte ein Hinweis auf das Jahr der Erhebung zur Stadtgemeinde (Belediye) sein.
(Bis) Ende 2012 bestand der Landkreis aus der Kreisstadt und 56 Dörfern (Köy), die während der Verwaltungsreform 2013 in Mahalle überführt wurden, die elf existierenden Mahalle der Kreisstadt blieben erhalten. Durch Herabstufung der Dörfer zu Mahalle (Stadtvierteln/Ortsteilen) stieg deren Zahl auf 67 an. Diesen Mahalle steht ein Muhtar als oberster Beamter vor.
Ende 2020 lebten durchschnittlich 245 Menschen in jedem Mahalle, 2.471 Einw. im bevölkerungsreichsten (Bahşi Mah.).